# Campionato italiano femminile di hockey su ghiaccio 2016-2017
Il Campionato italiano femminile di hockey su ghiaccio 2016-2017 è stata la ventisettesima edizione di questo torneo, organizzato dalla FISG.

## Partecipanti
Il torneo è rimasto a cinque squadre, le medesime della stagione precedente. Era stato ventilato il ritorno del Real Torino HC, che tuttavia non si è concretizzato, mentre in extremis è stata confermata la presenza dell'Alleghe, che aveva rischiato di non iscriversi per mancanza di giocatrici.
 Alleghe Girls
 Lakers
 EV Bozen Eagles
 Como F.
 Torino Bulls F.

## Formula
La formula è variata in corso d'opera: inizialmente le norme federali prevedevano un girone di andata e ritorno, seguito da un girone di sola andata, seguito infine dai play-off per le prime quattro classificate.
La disputa del secondo girone di sola andata era stata osteggiata dalla maggioranza delle società, ed in un primo momento venne cancellata, poi nuovamente confermata; alla fine, tuttavia, la federazione diramò direttamente il calendario dei play-off, senza la disputa del contestato girone.
Le semifinali e la finale sono state giocate al meglio dei tre incontri, mentre la finale per il terzo posto in gara unica.

## Regular season
| Squadre         | Alleghe F.            | EV Bozen Eagles  | Como F.          | Lakers           | Torino Bulls     |
| --------------- | --------------------- | ---------------- | ---------------- | ---------------- | ---------------- |
| Alleghe F.      |                       | 0:8 (18/11/2016) | 9:0 (12/02/2017) | 2:3 (23/10/2016) | 3:1 (22/01/2017) |
| EV Bozen Eagles | 3:2 d.r. (25/11/2016) |                  | 9:0 (20/11/2016) | 8:1 (18/01/2017) | 2:1 (10/12/2016) |
| Como F.         | 1:8 (29/01/2017)      | 1:9 (05/02/2017) |                  | 2:8 (13/11/2016) | 1:5 (27/11/2016) |
| HC Lakers       | 1:5 (19/11/2016)      | 0:8 (27/11/2016) | 4:2 (22/01/2017) |                  | 2:5 (11/12/2016) |
| Torino Bulls F. | 5:3 (28/01/2017)      | 0:5 (11/02/2017) | 5:2 (29/10/2016) | 4:3 (04/02/2017) |                  |

Legenda: d.t.s.= dopo i tempi supplementari; d.r.= dopo i tiri di rigore

### Classifica
|    |                 |       |    |   |     |     |   |    |    |
|    | Teams           | Punti | PG | V | VOT | POT | P | GF | GS |
| 1. | EV Bozen Eagles | 23    | 8  | 7 | 1   | 0   | 0 | 52 | 5  |
| 2. | Torino Bulls F. | 15    | 8  | 5 | 0   | 0   | 3 | 26 | 21 |
| 3. | Alleghe Girls   | 13    | 8  | 4 | 0   | 1   | 3 | 32 | 22 |
| 4. | Lakers          | 9     | 8  | 3 | 0   | 0   | 5 | 22 | 36 |
| 5. | Como F.         | 0     | 8  | 0 | 0   | 0   | 8 | 7  | 58 |

Legenda: PG = partite giocate; V = vittorie conseguite nei tempi regolamentari; VOT= vittorie conseguite ai tempi supplementari o ai rigori; POT = sconfitte subite ai tempi supplementari o ai rigori; P = sconfitte subite nei tempi regolamentari; GF = reti segnate; GS = reti subite

## Play-off

### Tabellone
|  | Semifinali | Semifinali      | Semifinali      | Semifinali | Semifinali |  |  | Finale          | Finale          | Finale          | Finale          | Finale |  |
|  |            |                 |                 |            |            |  |  |                 |                 |                 |                 |        |  |
|  | 1          | EV Bozen Eagles | EV Bozen Eagles | 7          | 8          |  |  |                 |                 |                 |                 |        |  |
|  | 4          | Lakers          | Lakers          | 1          | 1          |  |  | EV Bozen Eagles | EV Bozen Eagles | EV Bozen Eagles | 6               | 7      |  |
|  | 2          | Torino Bulls F. | Torino Bulls F. | 0          | 1          |  |  | Alleghe Girls   | Alleghe Girls   | Alleghe Girls   | 1               | 2      |  |
|  | 3          | Alleghe Girls   | Alleghe Girls   | 4          | 2          |  |  |                 |                 |                 |                 |        |  |
|  |            |                 |                 |            |            |  |  |                 |                 |                 |                 |        |  |
|  |            |                 |                 |            |            |  |  | Finale 3º posto |                 |                 |                 |        |  |
|  |            |                 |                 |            |            |  |  |                 |                 |                 |                 |        |  |
|  |            |                 |                 |            |            |  |  | Torino Bulls F. | Torino Bulls F. | Torino Bulls F. | Torino Bulls F. | 4      |  |
|  |            |                 |                 |            |            |  |  | Lakers          | Lakers          | Lakers          | Lakers          | 3      |  |

### Semifinali

#### Gara 1
| Arbitri: | Giulio Soia Luca Cassol |

| |           |  |
| Zandegiacomo (Da Rech) 6:30 Mashburn (Cossalter, Speranza) 24:35 Roccella (Zandegiacomo, Toffano) 43:56 Campo Bagatin 57:37 | Marcatori |  |

| Arbitri: | Thomas Egger Pietro Gagliardi |

|                                       |           | |
| Gasperini (Theiner, Gallmetzer) 32:14 | Marcatori | 3:15 Gius (Bettarini, Dalprà) 5:32 Elliscasis (Dalprà) 16:03 Gius (Dalprà, Callovini) 43:28 Furlani (Bettarini) 44:20 Piacentini (Bonafini) 55:44 Dalprà (Furlani) 57:02 Piacentini (Gius) |

#### Gara 2
| Arbitri: | Simone Vignolo Daniele Rostan |

|                               |           |                                                                      |
| De La Forest (Carignano) 9:02 | Marcatori | 6:20 Zandegiacomo (De Rocco) 35:06 Campo Bagatin (De Rocco, Toffano) |

| Arbitri: | Alessio Besana Simone Mischiatti |

| |           |                              |
| B. Larger (Mattivi) 2:37 Callovini (Mattivi) 5:12 B. Larger (Peer) 10:54 B. Larger (Peer) 24:44 B. Larger (Peer, Dalprà) 33:26 B. Larger (Piacentini, Stocker) 39:57 Mattivi (Gius) 49:36 Mattivi 51:21 | Marcatori | 20:46 T. Larger (Prossliner) |

### Finale 3º posto
| Arbitro: | Willy Vinicio Volcan |

|                                                                                              |           |                                                                                   |
| Carignano 4:33 De La Forest (Avanzi) 14:33 Carignano 26:10 Avanzi (Carignano, Saletta) 58:41 | Marcatori | 13:16 Gasperini (Toniatti) 32:31 Gallmetzer (Gasperini) 40:57 Hafner (Gallmetzer) |

### Finale

#### Gara 1
| Arbitro: | Cristiano Biacoli |

|                              |           | |
| Toffano (Zandegiacomo) 59:08 | Marcatori | 21:40 Furlani 32:03 Bonafini (Bettarini) 32:22 Furlani 34:02 Furlani (Maier) 43:15 Furlani 55:36 Peer (Bonafini, Larger) |

#### Gara 2
| Arbitro: | Marco Bettarini |

| |           |                                             |
| Furlani (Elliscasis, Dalprà) 22:21 Bonafini (Stocker) 34:44 Bonafini (Peer, Bettarini) 43:53 Larger (Bettarini, Bonafini) 46:30 Larger (Peer, Bonafini) 48:27 Dalprà 54:14 Bettarini (Magnanini) 58:04 | Marcatori | 2:02 Zandegiacomo 47:05 Palmieri (Speranza) |

## Squadra vincitrice
| Vincitrici del campionato italiano 2016-2017 EV Bozen Eagles 8º titolo | Portieri: Magdalena Höller, Daniela Klotz, Martina Marangoni Difensori: Valentina Bettarini, Anna Bertoluzzo, Nadia Maier, Nadia Mattivi, Nicole Renault, Franziska Stocker Attaccanti: Eleonora Bonafini, Anna Callovini, Anna Caumo, Eleonora Dalprà, Nora Ebnicher, Hanna Elliscasis, Chelsea Furlani, Samantha Gius, Beatrix Larger, Sara Magnanini, Anita Muraro, Hannah Peer, Melissa Piacentini Staff Tecnico: Fredy Püls (Allenatore), Chelsea Furlani (Ass. allenatrice) |